# Витлејемска звезда
Витлејемска звезда, или Божићна звезда, се појављује у причи о рођењу Јеванђеља по Матеју, поглавље 2, где су „мудраци са истока“ (три мудраца) надахнути звездом да путују у Јерусалим. Тамо сусрећу јудејског краља Ирода и питају га:
Where is He who has been born King of the Jews? For we have seen His star in the East and have come to worship Him.
Ирод сазива своје књижевнике и свештенике који, цитирајући стих из Михејеве књиге, тумаче то као пророчанство да ће се јеврејски Месија родити у Витлејему јужно од Јерусалима. Тајно намеравајући да пронађе и убије Месију како би сачувао своје краљевство, Ирод позива мудраце да му се врате на свом путу кући.
Звезда их води у Исусово родно место у Витлејему, где му се клањају и дарују. Мудраци су тада добили божанско упозорење да се не враћају Ироду, па се враћају кући другим путем.
Многи хришћани верују да је звезда била чудесан знак. Неки теолози су тврдили да је звезда испунила пророчанство, познато као Звездано пророчанство. Астрономи су неколико пута покушали да повежу звезду са необичним небеским догађајима, као што је коњункција Јупитера и Сатурна или Јупитера и Венере, комета или супернова. Многи савремени научници не сматрају да прича описује историјски догађај, већ пре побожну фикцију која је касније додата главном јеванђелском извештају.
Тема је омиљена на планетаријумским емисијама током божићне сезоне. Међутим, већина древних извора и црквене традиције углавном указују на то да су мудраци посетили Витлејем негде након Исусовог рођења. Посета се традиционално слави на Богојављење (6. јануара) у западном хришћанству.
Извештај у Јеванђељу по Матеју описује Исуса ширем грчком речју која може значити или „дете“ уместо конкретније речи за бебу. Ово вероватно имплицира да је прошло неко време од рођења. Међутим, реч стгрч. παιδίονpaidion се такође користи у Јеванђељу по Луки посебно о Исусовом рођењу и његовом каснијем представљању у храму. Ирод I је дао све мушке хебрејске бебе у тој области до две године убијене у масакру невиних.